# 법화산 (충남)
법화산(法華山)은 높이 471m로 충청남도 공주시 유구읍 추계리에 있는 산으로 유구읍은 법화산(法華山)의 능선을 경계로 사곡면(寺谷面)에서 천태산(天台山, 392.1m)과 신풍면(新豊面)에 접한다.

## 위치
법화산은 공주시 유구읍 추계리에 위치하고 있으며 주변에는 금계산(해발 574m), 천연계곡 등이 있다.

## 지명 유래
법화산이라는 산 이름은 불교의 영향이 많았던 것으로 법화경에서 유래된 것으로 보인다.

## 주변
금북정맥이 안성 칠장산에서 분기하는데 산맥의 흐름은 금계산(金鷄山, 574.8m) ~ 갈림지점  ~ 상세동 도로  ~ 법화산(法華山)  ~  세동고개(290m) ~  604번 지방도로  ~  구계고개(190m)로 이어진다.

## 같이 보기
- 천태산
- 한국의 산